# Waikato United FC
Der Waikato United Football Club war ein neuseeländischer Fußballklub aus der Region Waikato.

## Geschichte

### Männer
Der Klub wurde im Jahr 1986 gegründet als AFC Waikato. Mit der Aufnahme des Hamilton AFC in den Klub unter Zuhilfenahme der Hamilton Wanderers und der Claudelande Rovers, kam es dann bereits im Jahr 1988 zur Umbenennung in Waikato United. Mit all dem sollte sichergestellt werden, dass die Region Waikato einen Platz in der National Soccer League hatte. Nach Aufstiegen von der Division 1 bis in die Premier League erreichte man im Jahr 1988 dann auch diese höchste Liga des Landes. Im selben Jahr gelang dann auch der erste und einzige Gewinn des Chatham Cup.
In der National Soccer League platzierte sich der Klub über die Jahre immer besser und schloss sogar in der Saison 1992 auf dem zweiten Platz ab. Auch in der Superclub League war man dann ab der Saison 1993 vertreten und schaffte es hier mit 38 Punkten in der Northern League-Staffel auf den zweiten Platz, womit es in die National League weiter ging. Dort reichte es mit 11 Punkten über den dritten Platz auch für die Teilnahme an der K.o.-Phase. Mit 0:1 schied man hier gegen North Shore United jedoch direkt in den Playoffs aus. Nachdem man in der Saison 1995 die National League verpasst hatte, gelang mit 35 Punkten über den dritten Platz nach der Spielzeit 1995 hier wieder die Qualifikation. In der National League wurde man dann Dritter und schaffte es durch die Playoffs sogar ins Finalspiel. Hier setzte es dann jedoch eine 0:4-Niederlage gegen Waitakere City.
Nach dieser Saison fusionierte der Klub dann mit dem Melville AFC, um zusammen Melville United zu gründen.

## Erfolge
- Chatham Cup
  - Gewinner (1): 1988